# Daniel Krajcer
Daniel Krajcer, né le 19 septembre 1969 à Bratislava, est un homme politique slovaque, membre de Liberté et solidarité (SaS).

## Biographie
Il sort de l'université Comenius de Bratislava, diplômé de lettres et informatique, en 1993, et commence l'année suivante une carrière de journaliste, au sein d'une radio régionale. Il rejoint une chaîne privée de télévision deux ans plus tard, et intègre un programme politique en 1998. Il change de chaîne en 2006, continuant à travailler pour une émission politique, tout en intégrant la direction, où il est responsable des projets stratégiques.
Il rejoint le parti libéral SaS au moment de sa fondation, en 2009, et est élu député au Conseil national lors des élections législatives de 2010. Le 8 juillet, il est nommé ministre de la Culture et du Tourisme dans le gouvernement de centre droit d'Iveta Radičová, mais perd ses compétences sur le tourisme dès le 1er novembre.
Il est remplacé, le 4 avril 2012, par Marek Maďarič.